# Albert Odyssey: Legend of Eldean
Az Albert Odyssey: Legend of Eldean, Japánban Albert Odyssey Gaiden ~Legend of Eldean~ (アルバートオデッセイ外伝〜LEGEND OF ELDEAN〜) egy szerepjáték amit a Sunsoft fejlesztett eredetileg Super Nintendo Entertainment System-re, de végül ez nem jelent meg és a játékot Sega Saturn játékkonzolra adták ki. Japánban 1996 augusztusában, Észak-Amerikában 1997 júliusában adta ki a Working Designs. Ez a játék az első olyan Albert Odyssey játék ami angol nyelven is megjelent és az első a tradicionális körökre osztott szerepjáték elemeket tartalmaz a taktikai stratégiai alapú játékmenet helyett. A Legend of Eldean az eredeti játékok „gaiden”-e vagy melléktörténete és olyan háttértörténeteket, szereplőket és cselekményt tartalmaz ami külön áll a sorozat korábbi darabjaitól. Az észak-amerikai kiadást kedvező kritikákban részesítették, a játék angol nyelvre történő fordítását azonban kritizálták a túlságosan humoros jellege és az eredeti japán verziótól történt eltérései miatt.

## Történet
A játék főszereplője Pike, egy fiatal fiú akinek a családját csecsemőkorában meggyilkolta egy horda szörny. Szárnyas emberek, hárpiák találtak rá és nevelték fel. Tíz évvel a családja halála után újabb tragédia történik vele; a „nővérét” egy gonosz varázslat kővé változtatta. Cirrus-szal, egy beszélő karddal amit egy bukott papnő szellem szállt meg Pike elindul megkeresni a gyógymódot amivel visszaváltoztathatná nővérét, azonban később felfedezi, hogy gonosz mágusok egymás ellen fordították a világ népeit és meg próbálnak feléleszteni egy ősi istent, Vlag-ot. A barátai segítségével Pike-nak meg kell akadályoznia a gonosz feltámasztását.

## Szereplők
- Pike – egy ember akire hárpiák találtak rá és nevelték fel miután a szüleinek városát elpusztították. Megörökölte édesapja elvarázsolt kardját, Cirrus-t.
- Eka – egy énekes, akivel Pike Gigarl városában találkozik. Erős mágikus képességei vannak és Pike marad a játék végéig.
- Leos – egy szerzetes aki a harcművészetek és a gyógyító képességek szakértője.
- Gryzz – egy sárkánylovas, a csapat legidősebb és a legerősebb fizikai támadó a csapatban. Kitartóan ragaszkodik a húgához, és a harcok alatt két katanát visel. A japán verzióban Eruda a neve.
- Amon – egy hivalkodó színész aki nagyon büszke és hiú önmagára, emiatt a rokonai a undorodnak tőle. Végül lenyeli a büszkeségét és az alabárd képességeivel a csapat segítségére lesz.
- Kia – egy mágustanonc aki Leos helyét veszi át a csapatban a játék második felétől. Egy híres varázslónő unokája. Erős támadó varázslatokkal rendelkezik, azonban a természete gyakran bajba sodorja.

## Zene
A Legend of Eldean' zenéjét Naoki Kodaka szerezte, aki korábban már két Albert Odyssey cím zenéit is komponálta. A háttérzene a Sega Saturn beépített hangchipjének hangzásait és a japán Music Farm Studio-ban felvett hangszerelést kombinálja. Bizonyos dalok CD minőségű impulzusos kódmoduláció technikát alkalmaz a szekvenciális MIDI-alapú módszer helyett, aminek következtében teljesebb, valósághűbb hangzást értek el.
1996. március 21-én a Pony Canyon Records kiadta a játék hivatalos zenéjét. Az album két lemezen helyezkedik el, az első lemez első tizennégy száma a játékban alkalmazott stúdiófelvételeket tartalmazza. A második lemez a japán verzióban alkalmazott zene és hangfelvételeket, és két átdolgozott zeneszámot tartalmaz.
| Albert Odyssey Gaiden Legend of Eldean Original Soundtrack - Disc 1 | Albert Odyssey Gaiden Legend of Eldean Original Soundtrack - Disc 1 | Albert Odyssey Gaiden Legend of Eldean Original Soundtrack - Disc 1 | Albert Odyssey Gaiden Legend of Eldean Original Soundtrack - Disc 1 | Albert Odyssey Gaiden Legend of Eldean Original Soundtrack - Disc 1 | Albert Odyssey Gaiden Legend of Eldean Original Soundtrack - Disc 1 | Albert Odyssey Gaiden Legend of Eldean Original Soundtrack - Disc 1 | Albert Odyssey Gaiden Legend of Eldean Original Soundtrack - Disc 1 | Albert Odyssey Gaiden Legend of Eldean Original Soundtrack - Disc 1 | Albert Odyssey Gaiden Legend of Eldean Original Soundtrack - Disc 1 |
|                                                                     | Cím                                                                 | Hossz                                                               |                                                                     |                                                                     |                                                                     |                                                                     |                                                                     |                                                                     |                                                                     |
| ------------------------------------------------------------------- | ------------------------------------------------------------------- | ------------------------------------------------------------------- | ------------------------------------------------------------------- | ------------------------------------------------------------------- | ------------------------------------------------------------------- | ------------------------------------------------------------------- | ------------------------------------------------------------------- | ------------------------------------------------------------------- | ------------------------------------------------------------------- |
| 1.                                                                  | Prologue                                                            | 3:27                                                                |                                                                     |                                                                     |                                                                     |                                                                     |                                                                     |                                                                     |                                                                     |
| 2.                                                                  | Opening 1                                                           | 2:49                                                                |                                                                     |                                                                     |                                                                     |                                                                     |                                                                     |                                                                     |                                                                     |
| 3.                                                                  | Opening 2                                                           | 1:11                                                                |                                                                     |                                                                     |                                                                     |                                                                     |                                                                     |                                                                     |                                                                     |
| 4.                                                                  | Title                                                               | 1:08                                                                |                                                                     |                                                                     |                                                                     |                                                                     |                                                                     |                                                                     |                                                                     |
| 5.                                                                  | Main Theme 1                                                        | 2:50                                                                |                                                                     |                                                                     |                                                                     |                                                                     |                                                                     |                                                                     |                                                                     |
| 6.                                                                  | Estarant                                                            | 1:31                                                                |                                                                     |                                                                     |                                                                     |                                                                     |                                                                     |                                                                     |                                                                     |
| 7.                                                                  | Mysterioso                                                          | 2:12                                                                |                                                                     |                                                                     |                                                                     |                                                                     |                                                                     |                                                                     |                                                                     |
| 8.                                                                  | Main Theme 2                                                        | 3:51                                                                |                                                                     |                                                                     |                                                                     |                                                                     |                                                                     |                                                                     |                                                                     |
| 9.                                                                  | Solitude                                                            | 2:17                                                                |                                                                     |                                                                     |                                                                     |                                                                     |                                                                     |                                                                     |                                                                     |
| 10.                                                                 | Serenade                                                            | 2:19                                                                |                                                                     |                                                                     |                                                                     |                                                                     |                                                                     |                                                                     |                                                                     |
| 11.                                                                 | Aria                                                                | 0:46                                                                |                                                                     |                                                                     |                                                                     |                                                                     |                                                                     |                                                                     |                                                                     |
| 12.                                                                 | Sailing                                                             | 0:22                                                                |                                                                     |                                                                     |                                                                     |                                                                     |                                                                     |                                                                     |                                                                     |
| 13.                                                                 | Game Over                                                           | 0:13                                                                |                                                                     |                                                                     |                                                                     |                                                                     |                                                                     |                                                                     |                                                                     |
| 14.                                                                 | Fin 1                                                               | 0:39                                                                |                                                                     |                                                                     |                                                                     |                                                                     |                                                                     |                                                                     |                                                                     |
| 15.                                                                 | Embracing the Memory                                                | 3:28                                                                |                                                                     |                                                                     |                                                                     |                                                                     |                                                                     |                                                                     |                                                                     |
| 16.                                                                 | Overture to an End                                                  | 1:56                                                                |                                                                     |                                                                     |                                                                     |                                                                     |                                                                     |                                                                     |                                                                     |
| 17.                                                                 | Mourning Those Who Passed Away                                      | 2:20                                                                |                                                                     |                                                                     |                                                                     |                                                                     |                                                                     |                                                                     |                                                                     |
| 18.                                                                 | Massacre                                                            | 2:58                                                                |                                                                     |                                                                     |                                                                     |                                                                     |                                                                     |                                                                     |                                                                     |
| 19.                                                                 | Badge of Merit                                                      | 1:02                                                                |                                                                     |                                                                     |                                                                     |                                                                     |                                                                     |                                                                     |                                                                     |
| 20.                                                                 | Another Loan                                                        | 1:01                                                                |                                                                     |                                                                     |                                                                     |                                                                     |                                                                     |                                                                     |                                                                     |
| 21.                                                                 | Ancient Breath                                                      | 1:59                                                                |                                                                     |                                                                     |                                                                     |                                                                     |                                                                     |                                                                     |                                                                     |
| 22.                                                                 | A Wind Blows Across the Plain                                       | 2:46                                                                |                                                                     |                                                                     |                                                                     |                                                                     |                                                                     |                                                                     |                                                                     |
| 23.                                                                 | Place of Amusement                                                  | 2:17                                                                |                                                                     |                                                                     |                                                                     |                                                                     |                                                                     |                                                                     |                                                                     |
| 24.                                                                 | Flower City                                                         | 2:18                                                                |                                                                     |                                                                     |                                                                     |                                                                     |                                                                     |                                                                     |                                                                     |
| 25.                                                                 | Guidance of Light Magic                                             | 1:36                                                                |                                                                     |                                                                     |                                                                     |                                                                     |                                                                     |                                                                     |                                                                     |
| 26.                                                                 | Cheating Death                                                      | 4:33                                                                |                                                                     |                                                                     |                                                                     |                                                                     |                                                                     |                                                                     |                                                                     |
| 53:46                                                               |                                                                     |                                                                     |                                                                     |                                                                     |                                                                     |                                                                     |                                                                     |                                                                     |                                                                     |

| Albert Odyssey Gaiden Legend of Eldean Original Soundtrack - Disc 2 | Albert Odyssey Gaiden Legend of Eldean Original Soundtrack - Disc 2 | Albert Odyssey Gaiden Legend of Eldean Original Soundtrack - Disc 2 | Albert Odyssey Gaiden Legend of Eldean Original Soundtrack - Disc 2 | Albert Odyssey Gaiden Legend of Eldean Original Soundtrack - Disc 2 | Albert Odyssey Gaiden Legend of Eldean Original Soundtrack - Disc 2 | Albert Odyssey Gaiden Legend of Eldean Original Soundtrack - Disc 2 | Albert Odyssey Gaiden Legend of Eldean Original Soundtrack - Disc 2 | Albert Odyssey Gaiden Legend of Eldean Original Soundtrack - Disc 2 | Albert Odyssey Gaiden Legend of Eldean Original Soundtrack - Disc 2 |
|                                                                     | Cím                                                                 | Hossz                                                               |                                                                     |                                                                     |                                                                     |                                                                     |                                                                     |                                                                     |                                                                     |
| ------------------------------------------------------------------- | ------------------------------------------------------------------- | ------------------------------------------------------------------- | ------------------------------------------------------------------- | ------------------------------------------------------------------- | ------------------------------------------------------------------- | ------------------------------------------------------------------- | ------------------------------------------------------------------- | ------------------------------------------------------------------- | ------------------------------------------------------------------- |
| 1.                                                                  | In the Peaceful Sunlight                                            | 2:33                                                                |                                                                     |                                                                     |                                                                     |                                                                     |                                                                     |                                                                     |                                                                     |
| 2.                                                                  | Holy Brilliance                                                     | 2:21                                                                |                                                                     |                                                                     |                                                                     |                                                                     |                                                                     |                                                                     |                                                                     |
| 3.                                                                  | From the Noble Law                                                  | 1:27                                                                |                                                                     |                                                                     |                                                                     |                                                                     |                                                                     |                                                                     |                                                                     |
| 4.                                                                  | Bewildered Soul                                                     | 3:09                                                                |                                                                     |                                                                     |                                                                     |                                                                     |                                                                     |                                                                     |                                                                     |
| 5.                                                                  | From Out of the Darkness                                            | 1:34                                                                |                                                                     |                                                                     |                                                                     |                                                                     |                                                                     |                                                                     |                                                                     |
| 6.                                                                  | Descendant of Dragons                                               | 3:23                                                                |                                                                     |                                                                     |                                                                     |                                                                     |                                                                     |                                                                     |                                                                     |
| 7.                                                                  | At the End of a Distant World                                       | 2:33                                                                |                                                                     |                                                                     |                                                                     |                                                                     |                                                                     |                                                                     |                                                                     |
| 8.                                                                  | Wings of Heaven                                                     | 2:02                                                                |                                                                     |                                                                     |                                                                     |                                                                     |                                                                     |                                                                     |                                                                     |
| 9.                                                                  | Solitary Fortress                                                   | 1:50                                                                |                                                                     |                                                                     |                                                                     |                                                                     |                                                                     |                                                                     |                                                                     |
| 10.                                                                 | Crystal Clear Blue Sky                                              | 2:08                                                                |                                                                     |                                                                     |                                                                     |                                                                     |                                                                     |                                                                     |                                                                     |
| 11.                                                                 | "Earth and the Blessing of Life"                                    | 1:50                                                                |                                                                     |                                                                     |                                                                     |                                                                     |                                                                     |                                                                     |                                                                     |
| 12.                                                                 | Seduced into Darkness                                               | 1:55                                                                |                                                                     |                                                                     |                                                                     |                                                                     |                                                                     |                                                                     |                                                                     |
| 13.                                                                 | Violent Sandstorm                                                   | 2:35                                                                |                                                                     |                                                                     |                                                                     |                                                                     |                                                                     |                                                                     |                                                                     |
| 14.                                                                 | Castle of Heaven                                                    | 2:17                                                                |                                                                     |                                                                     |                                                                     |                                                                     |                                                                     |                                                                     |                                                                     |
| 15.                                                                 | Fallen Angel                                                        | 4:25                                                                |                                                                     |                                                                     |                                                                     |                                                                     |                                                                     |                                                                     |                                                                     |
| 16.                                                                 | Continuing Together                                                 | 0:51                                                                |                                                                     |                                                                     |                                                                     |                                                                     |                                                                     |                                                                     |                                                                     |
| 17.                                                                 | Prayer of the Holy Mother                                           | 3:02                                                                |                                                                     |                                                                     |                                                                     |                                                                     |                                                                     |                                                                     |                                                                     |
| 18.                                                                 | Dancing Water Surface                                               | 2:43                                                                |                                                                     |                                                                     |                                                                     |                                                                     |                                                                     |                                                                     |                                                                     |
| 19.                                                                 | Confusing Path                                                      | 2:23                                                                |                                                                     |                                                                     |                                                                     |                                                                     |                                                                     |                                                                     |                                                                     |
| 20.                                                                 | The Breadwinner                                                     | 2:05                                                                |                                                                     |                                                                     |                                                                     |                                                                     |                                                                     |                                                                     |                                                                     |
| 21.                                                                 | Overflowing Memories                                                | 1:38                                                                |                                                                     |                                                                     |                                                                     |                                                                     |                                                                     |                                                                     |                                                                     |
| 22.                                                                 | Four Holy Towers                                                    | 2:15                                                                |                                                                     |                                                                     |                                                                     |                                                                     |                                                                     |                                                                     |                                                                     |
| 23.                                                                 | Emperor of Magic                                                    | 1:50                                                                |                                                                     |                                                                     |                                                                     |                                                                     |                                                                     |                                                                     |                                                                     |
| 24.                                                                 | Caught Between Hope and Hopelessness                                | 3:42                                                                |                                                                     |                                                                     |                                                                     |                                                                     |                                                                     |                                                                     |                                                                     |
| 25.                                                                 | Spiritual Purification Ceremony                                     | 1:25                                                                |                                                                     |                                                                     |                                                                     |                                                                     |                                                                     |                                                                     |                                                                     |
| 26.                                                                 | Sound Effect Digest                                                 | 0:40                                                                |                                                                     |                                                                     |                                                                     |                                                                     |                                                                     |                                                                     |                                                                     |
| 27.                                                                 | Battle (Extra, Arranged Track)                                      | 3:43                                                                |                                                                     |                                                                     |                                                                     |                                                                     |                                                                     |                                                                     |                                                                     |
| 28.                                                                 | Fin 2 (Extra, Arranged Track)                                       | 0:36                                                                |                                                                     |                                                                     |                                                                     |                                                                     |                                                                     |                                                                     |                                                                     |
| 62:39                                                               |                                                                     |                                                                     |                                                                     |                                                                     |                                                                     |                                                                     |                                                                     |                                                                     |                                                                     |

## Fogadtatás
| Összegzőoldal | Értékelés |
| ------------- | --------- |
| GameRankings  | 76%       |

| Szerző        | Értékelés |
| ------------- | --------- |
| EGM           | 8,25/10   |
| Game Informer | 7,25/10   |
| GamePro       | 3/5       |
| GameSpot      | 7,6/10    |
| Game Players  | 7/10      |

A Legend of Eldean jól fogyott az eredeti japán kiadásakor, elegendő példány kelt el belőle, hogy a Sega „Saturn Collection” termékcsaládjába kerüljön és ennek következtében 1997 júniusában mérsékelt áron újra kiadják.
A játékot többnyire jól fogadták Észak-Amerikában, az Electronic Gaming Monthly szerint „nem csak gyönyörű (mind zeneileg és mind grafikailag), de az egyik legjobb, legmagávalragadobb története van amit RPG-kben lehet látni”, a játék párbeszédeire a „szellemes” jelzőt aggatták. A GameSpot is hasonlóképpen vélekedett, dicsérték a Working Designs-t a fordításért és a sok játékmenetbeli javításért a japán verzióhoz képest.